# Archives-Navy Mem'l-Penn Quarter (stanice metra ve Washingtonu)

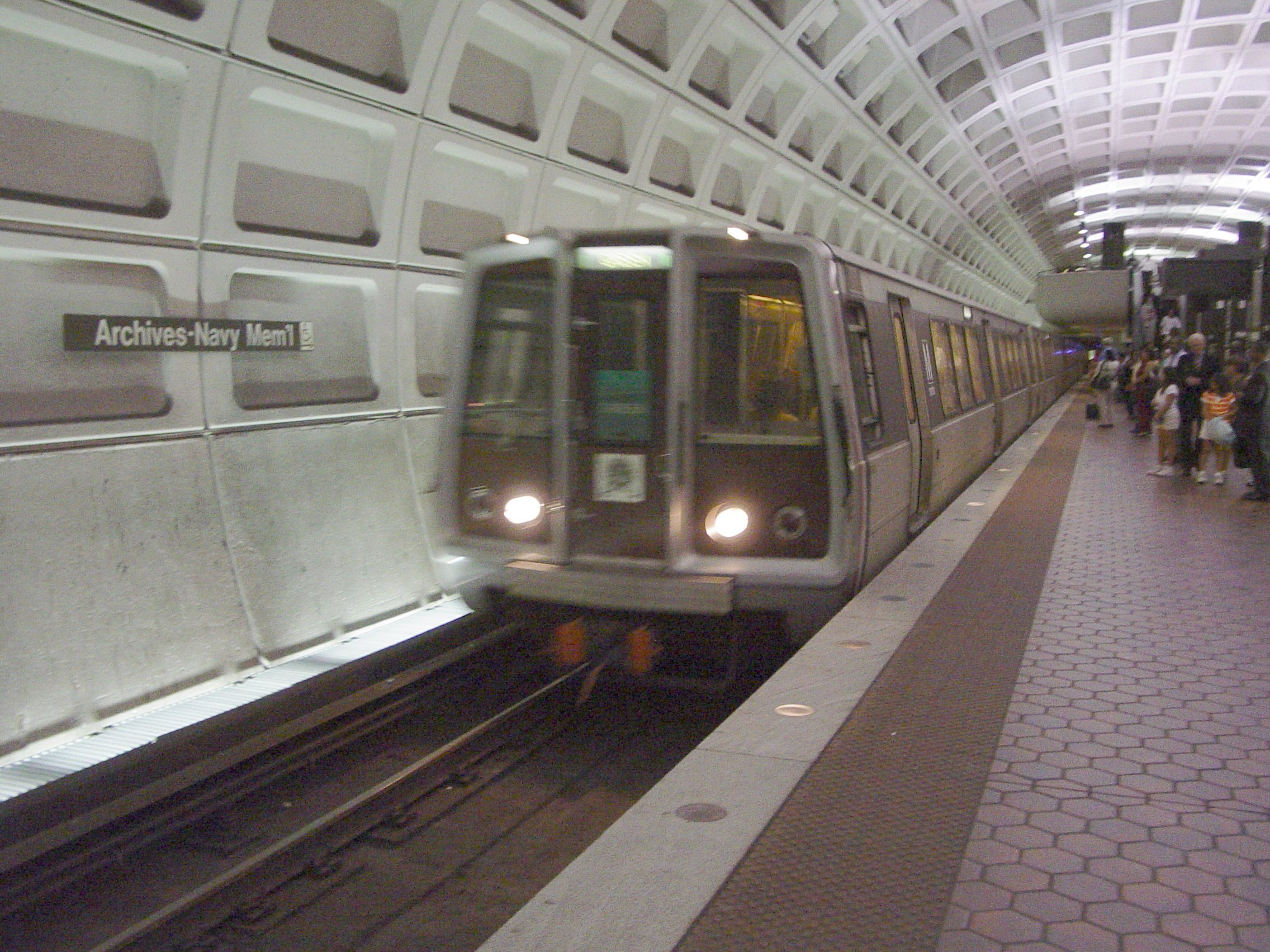
Stanice metra Archives-Navy Mem'l-Penn Quarter

Archives-Navy Mem'l-Penn Quarter (dříve Archives nebo také Archives,Navy Mem'l) je stanice Washingtonského metra.
Stanice se nachází v severozápadní části hlavního města, na sedmé ulici. Její název byl stanoven podle blízko ležících národních archivů spojených států, památníku námořnictvu (Navy memorial) a čtvrti Penn Quarter. Nachází se také blízko parku National Mall, spojujícího Kapitol a Washingtonův monument. Stanice je přestupní, vedou zde souběžně žlutá a zelená trasa. Jako většina stanic metra ve Washingtonu je i tato jednolodní konstrukce s kazetovým stropem a ostrovním nástupištěm.